# The Marble Heart (film, 1913)

The Marble Heart est un film muet américain sorti en 1913.

## Fiche technique
- Titre original : The Marble Heart
- Scénario : d'après la pièce homonyme de Charles Selby
- Production : Thanhouser Film Corporation
- Pays d'origine :  États-Unis
- Format : Noir et blanc - 35 mm - Film muet avec intertitres
- Durée : 27 minutes
- Genre : drame
- Date de sortie : États-Unis : 13 mai 1913

## Distribution
- Marguerite Snow : Marco, la femme au cœur de marbre
- James Cruze : Raphaël, le sculpteur éconduit
- Florence La Badie : Marie
- William Russell : l'éditeur
- Burton Law